# 冯穆
冯穆（？—528年），字孝和，北魏大臣，長樂郡信都縣（今河北省衡水市冀州區）人。

## 生平
冯诞和乐安长公主的儿子。嗣爵長樂郡公，改封扶風郡公。娶魏孝文帝女順陽長公主為妻，任駙馬都尉。歷任員外散騎常侍、通直散騎常侍等職。与叔父冯辅兴不和，冯辅兴卒，冯穆欢宴自若，被御史中尉東平王元匡彈劾。後任金紫光祿大夫，河阴之变被殺害。

## 子
- 冯冏，字景昭，袭爵昌黎王。后来以外姓罢王，袭扶风郡公。
- 冯峭，字子汉。北齐受禅，按例降爵。

## 传记資料
- 《魏書》卷83上 列传第71上
- 《北史》卷80 列传第68